# Loven om modsætningernes enhed og kamp
 Der er for få eller ingen kildehenvisninger i denne artikel, hvilket er et problem. Du kan hjælpe ved at angive troværdige kilder til de påstande, som fremføres i artiklen.

Loven om modsætningernes enhed og kamp er en tese udviklet af Karl Marx og Friedrich Engels. 
Marx og Engels observerede, at alt i verden har en modsætning. Det ses inden for elektricitet (negativ og positiv ladning), atomet (protoner og elektroner). Også hos det enkelte menneske ses kvaliteter parvist og som modsætninger: Man har både mandlige og kvindelige træk, egoistiske og uselviskhed, beskedenhed og stolthed osv. Deres konklusion var så, at alt i verden indeholder to uforenelige modsætninger, der hver for sig og sammen er uundværlige dele eller aspekter. Disse modsætninger udgør dermed en enhed, men kæmper samtidigt og bliver derved grundlaget for al bevægelse i naturen og i samfundet. Ideen er bearbejdet fra Georg Wilhelm Hegel, der skrev, at "Modsætning i naturen er roden til al bevægelse og alt liv".
I Marx og Engels' beskrivelse af samfundet optræder loven f.eks. i det uundgåelige sammenstød mellem kapitalister og arbejdere. Fabriksejere tilbyder lavest mulige løn, mens arbejderne kæmper for så høj en løn som muligt. Denne modsætning giver ind imellem anledning til strejker eller lockouts.
| filosofi | Spire Denne filosofiartikel er en spire som bør udbygges. Du er velkommen til at hjælpe Wikipedia ved at udvide den. |